# Farini (Olaszország)
Farini (emilián nyelven I Farëin vagy I Farén) település Olaszországban, Emilia-Romagna régióban, Piacenza megyében. Lakosainak száma 1043 fő (2023. január 1.). Farini Bettola, Coli, Morfasso, Bardi és Ferriere községekkel határos.

## Népesség
A település lakossága az elmúlt években az alábbi módon változott:
| Lakosok száma | 1244 | 1198 | 1043 |
|               | 2017 | 2018 | 2023 |